# توافق بی‌آریواس‌ای
توافق بی‌آریواس‌ای (توافق بریتانیا-ایالات متحده آمریکا) توافقی بین دولت‌های بریتانیا و آمریکا برای تسهیل همکاری بین وزارت جنگ ایالات متحده آمریکا و «کد دولتی و مدرسه سایفر» بریتانیا (بعدها به ستاد ارتباطات دولت بریتانیا (GCHQ) تغییر نام داد) است که در سال ۱۹۴۳ امضا شد. این توافق در ادامه توافق هولدن، امضا شده در اکتبر ۲۹۴۲ است.
در طول جنگ جهانی دوم، بریتانیایی‌ها تصمیم به آگاه‌سازی آمریکایی‌ها از سیستم ردیابی اولترا و موفقیت خود در رمزگشایی سیگنال‌های نیروهای آلمان نازی گرفتند. آمریکایی‌ها نیز راه حل خود در مقابل ارتش امپراتوری ژاپن به نام بنفش (ماشین سایفر) را با بریتانیایی‌ها به اشتراک گذاشتند.
این همکاری به امضای توافق بی‌آریواس‌ای در ۱۷ می ۱۹۴۳ انجامید که توافقی رسمی در به اشتراک گزاری اصلاعات جاسوسی بدست آمده بود. این پیمان شامل ۱) مبادله کارکنان و ۲) مقررات مشترک برای رسیدگی و توزیع اطلاعات به کلی سری می‌شد.
مقررات مشترک، رویه‌ها و دستورالعمل‌های همکاری، انجام کلیه عملیات شنود الکترونیک را برای آژانس امنیت ملی ایالات متحده آمریکا و ستاد ارتباطات دولت بریتانیا پایه‌گذاری کرد.
این توافق در ۵ مارس ۱۹۴۶ با توافق یوکی‌یواس‌ای رسمیت پیدا کرد.